# Línea 9 del Trolebús de la Ciudad de México
La Línea 9 del Trolebús de la Ciudad de México, anteriormente llamada Línea M, es una línea de autobuses, recorre de poniente a oriente y viceversa sobre avenida Canal de Apatlaco, avenida Playa Roqueta, avenida Canal de Tezontle, avenida Plutarco Elías Calles; desde la estación Villa de Cortés hasta Tepalcates.
La Línea 9 tiene 10 trolebuses que dan el servicio. La línea como tal se destaca al tener dos circuitos: uno que transita sobre avenida Canal de Apatlaco de lunes a viernes; y el otro que se desvía por Eje 5 Sur "Santa María La Purísima" y avenida Juan N. Álvarez debido al tianguis de Apatlaco que se ubica sobre la avenida homónima, el cual sólo funciona sábados y domingos.
El horario es de lunes a domingo de 05:00 a 00:00 hrs., con un costo de $ 4.00.

## Historia
La línea fue reactivada después de estar sin operación desde el 2 de octubre de 2012, porque las ocho unidades que prestaban servicio ahí fueron sometidas a mantenimiento mayor. Se publicó su restablecimiento oficial el día 8 de septiembre de 2020, en la Gaceta Oficial de la Ciudad de México, y el 30 de enero de 2021 se reactivó oficialmente el servicio.

## Estaciones
| Paradas en sentido poniente a oriente: |
| - Villa de Cortés - Javier Sorondo - José Revueltas - Francisco Fernández del Castillo - Plutarco Elías Calles - Playa Ola Verde - Andrés Molina Enríquez - Playa Miramar - Playa Mirador - Playa Cortés - De La Viga - Mártires de Río Blanco - Antropólogos - Valentín Gómez Farías - Juan Álvarez - Estudios Churubusco - Canal de Tezontle - Estudios San Ángel Inn - Iztacalco - Corales - Zacate - Maguey - Río Churubusco - Girasol - Apatlaco - Metro Tepalcates - Paradas de fin de semana - Miguel Lerdo de Tejada - Francisco Zarco |

| Paradas en sentido oriente a poniente: |
| - Apatlaco - Chinampas - Raíz del Agua - Joaquín García - José María Mata - Melchor Ocampo - Mártires de Río Blanco - De La Viga - Playa Cortés - Playa Mirador - Playa Miramar - Playa Ola Verde - Plutarco Elías Calles - Javier Sorondo - Virginia - Tlalpan - Villa de Cortés - Paradas de fin de semana - Ingenieros Mecánicos - Apologistas - Metro Apatlaco - Antropólogos |